# سرآب چناس

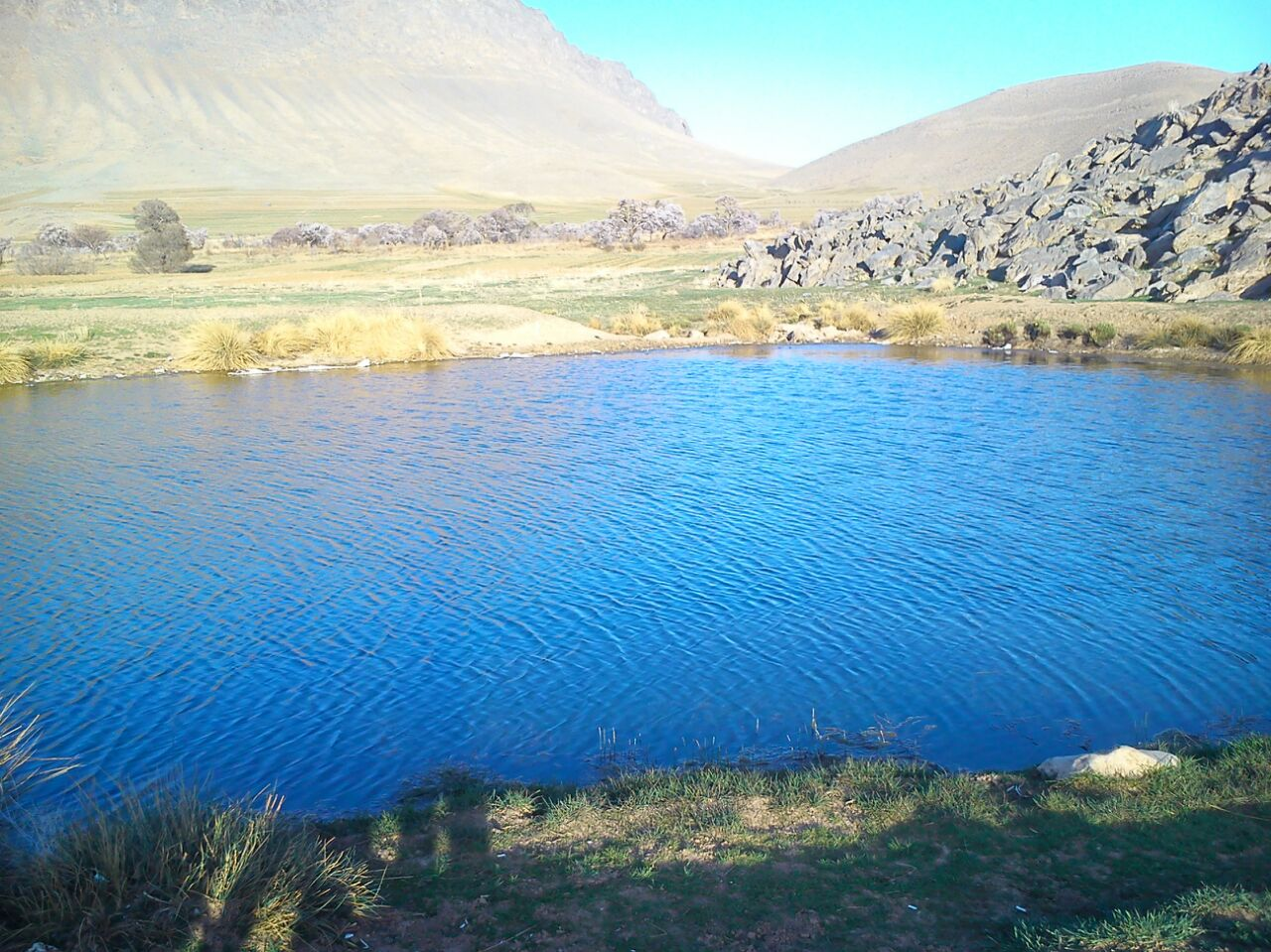
سرآب چناس

سرآب چناس یکی از سرآب‌های کشور ایران واقع در شهرستان شازند استان مرکزی می‌باشد. این سرآب در حدود یک کیلومتری روستای چناس و در فاصله ۳۹ کیلومتری غرب اراک قرار دارد. مساحت این سرآب در ابتدا ۱۶۵۲ متر مربع بوده که با افزایش مساحتی که در سال ۱۳۹۸ برای آن انجام شد مساحت آن در حال حاضر ۲۱۹۸ متر مربع است.
آب این سرآب از چشمه‌ای که در قسمت جنوبی سرآب قراردارد تأمین می‌شود. آب این سرآب از طریق دو جوی به طرف باغ‌های روستا و داخل روستا می‌رود و نقش مهمی در تأمین آب کشاورزی روستا دارد.

## تصاویر

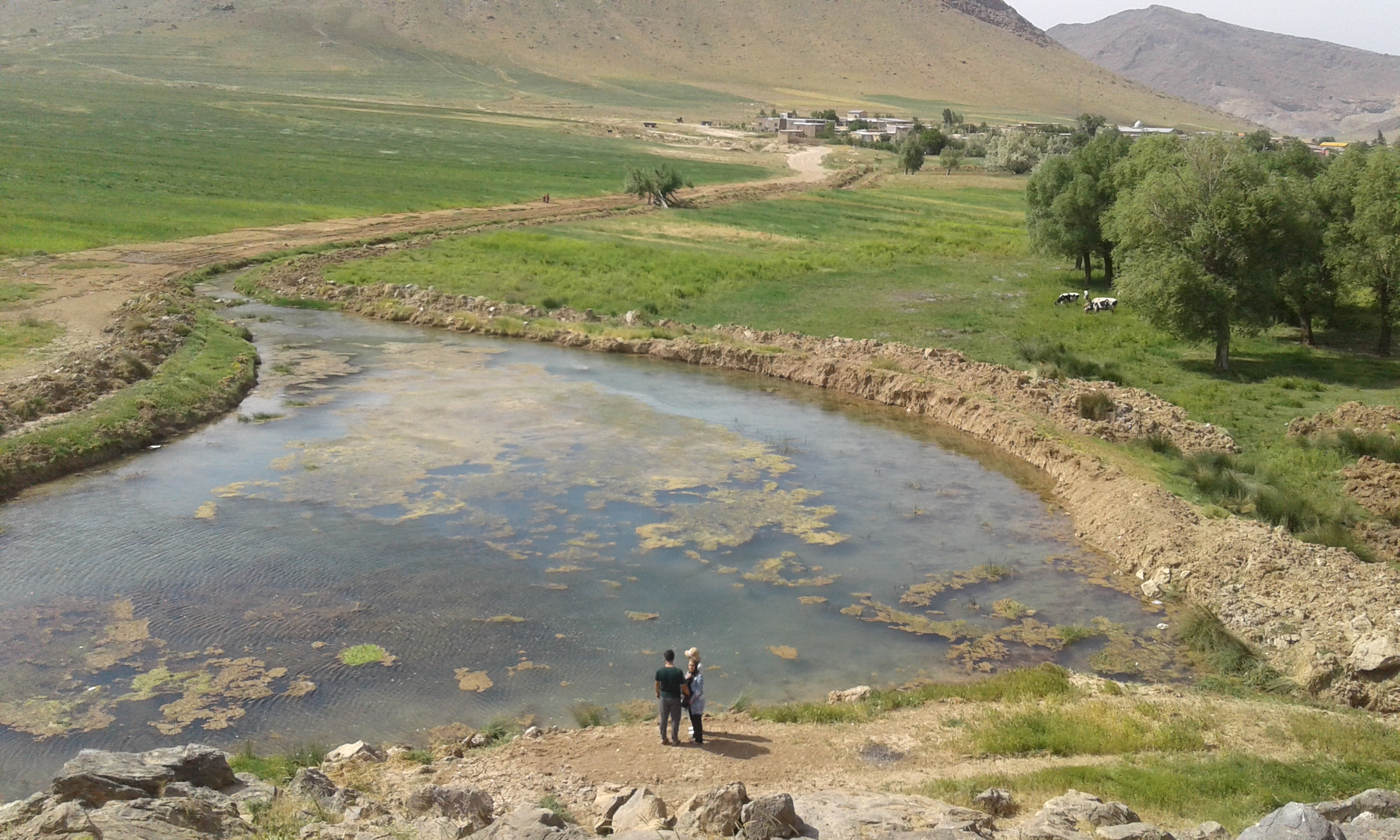
سرآب چناس پس از افزایش مساحت
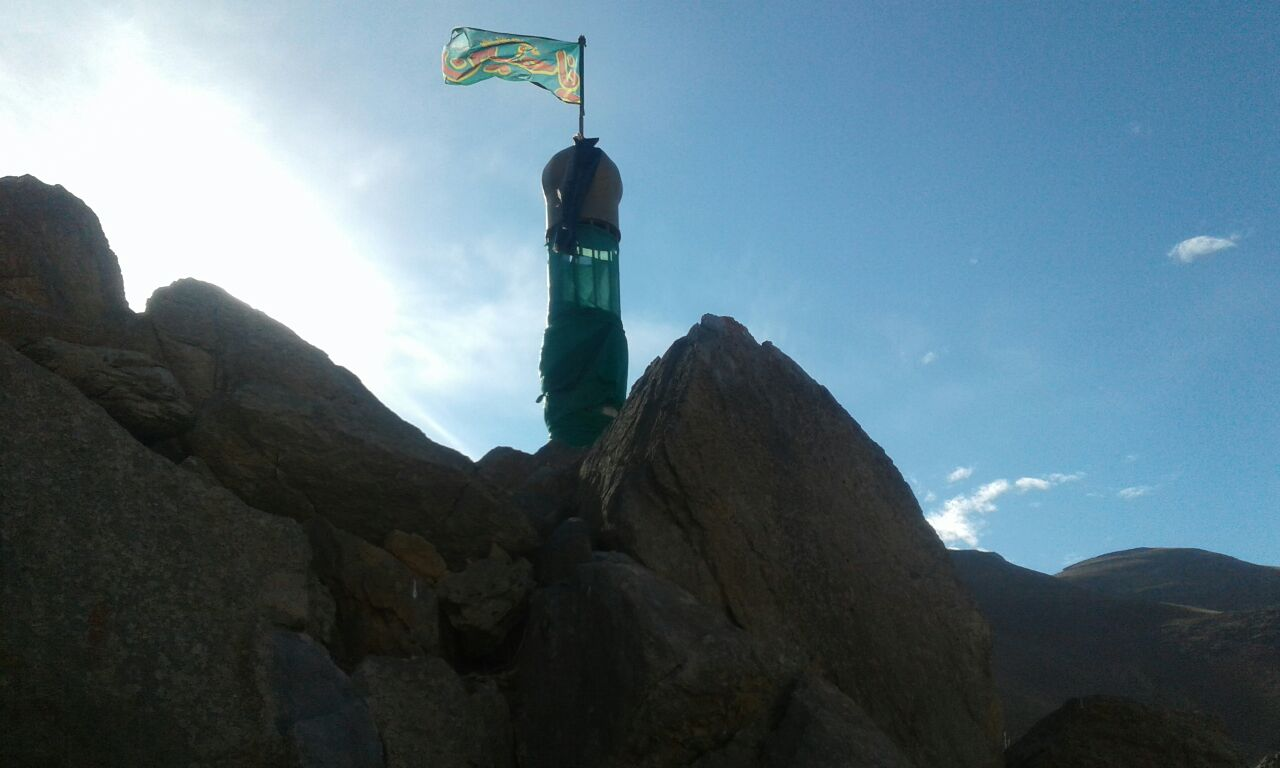
امامزاده چناس
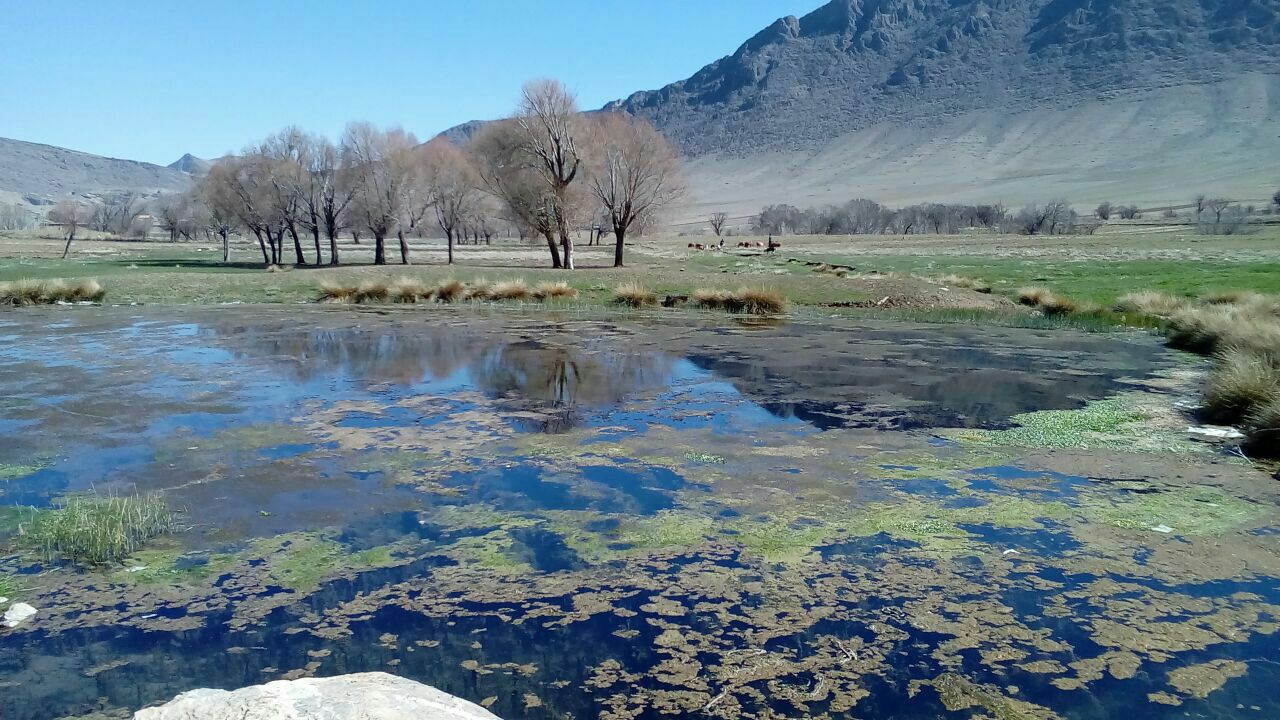
سرآب چناس
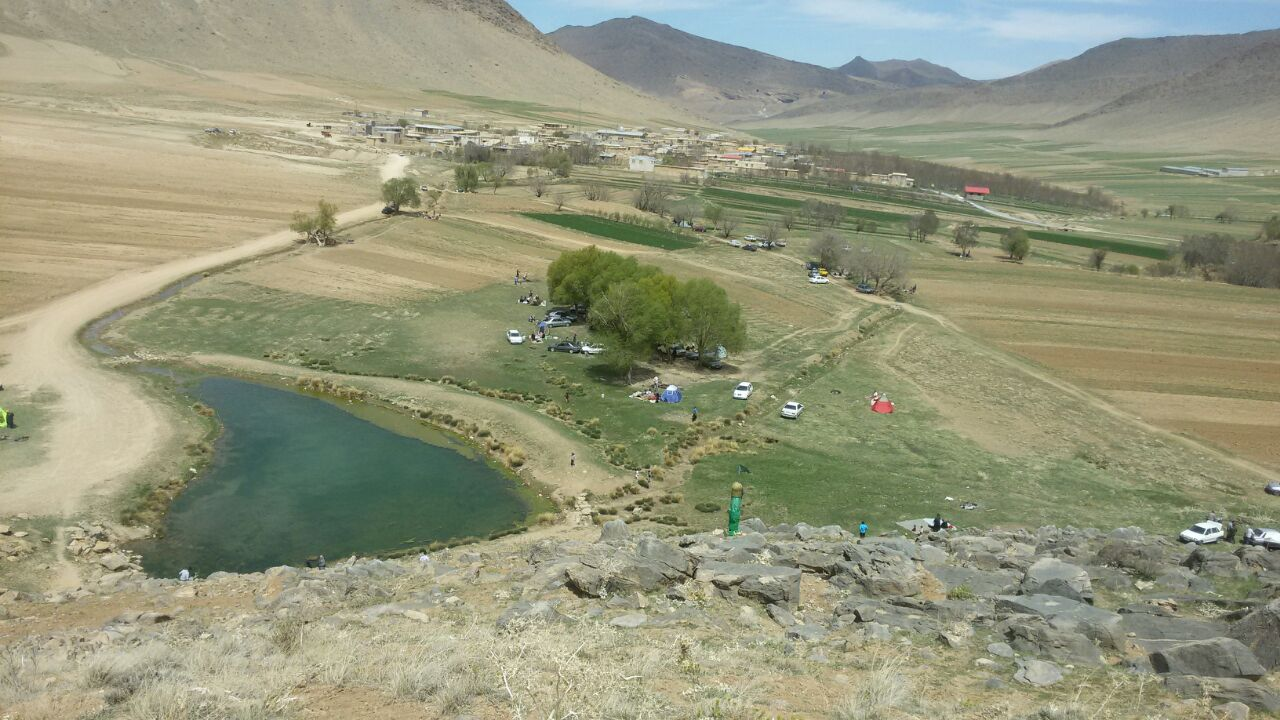
سرآب چناس